# Crepidotus latifolius
Crepidotus latifolius es una especie de hongo del orden Agaricales, de la familia Crepidotaceae, perteneciente al género Crepidotus.

## Características
El píleo tiene la forma de un pétalo puede medir hasta 6 milímetros de diámetro, de espesor delgado, es aterciopelado, no desarrolla tallo, su color es blanquecino, crece en los tacones de madera dura en los meses de verano en Estados Unidos (Ohio, Míchigan y Tennessee). El sabor es amargo y el olor es a humedad. Las esporas son marrones